# 审计师
审计师（Auditor）是在审计工作中具体执行审计程序的人和对其执行的结果进行复核并签发审计报告的人。
审计师包括：
1. 注册会计师，主要执行外部独立审计工作，如企业财务报表审计；
2. 内部审计师，主要执行企业内部审计工作，是企业的员工；
3. 政府公务员，主要执行政府审计，如官员离任审计，政府部门及国有企业的审计等。